# Motoyawata
Motoyawata (本八幡, Motoyawata), anciennement le bourg de Yawata (八幡町, Yawata-machi), est un petit quartier résidentiel faisant partie de la ville d'Ichikawa dans la préfecture de Chiba au Japon. La gare de Motoyawata est la gare principale du quartier : elle est desservie par la ligne Chūō-Sōbu de la JR East et marque le terminus de la ligne Shinjuku du réseau Toei. À deux minutes à pied se trouve la gare de Keisei Yawata sur la ligne principale Keisei. La mairie d'Ichikawa est à cinq minutes à pied.
Situé dans le district de Higashi-Katsushika (ja), il fusionne avec le bourg d'Ichikawa le 3 novembre 1934 et deux autres municipalités pour créer la ville d'Ichikawa, dont il fait maintenant partie.